# BRIC

Els quatre països BRIC.

En economia, BRIC (generalment traduït com "els BRIC" o "els països" BRIC ") és un acrònim que fa referència al ràpid creixement de les economies en desenvolupament com el Brasil, Rússia, l'Índia i la Xina. L'acrònim va ser encunyat a partir de les sigles en anglès d'aquests estats i utilitzat destacadament per Goldman Sachs el 2001. Segons un document publicat el 2005, Mèxic i Corea del Sud són els únics altres països comparables als BRIC, però les seves economies van ser excloses inicialment perquè es va considerar que ja estaven més desenvolupats. Goldman Sachs argumenta que, ja que s'estan desenvolupant ràpidament, el 2050 les economies combinades dels BRIC podrien eclipsar les economies combinades dels països més rics del món actual. Els quatre països, en conjunt, representen actualment més d'un quart de la superfície terrestre del món i més del 40% de la població del món.
Goldman Sachs no va discutir que els BRIC s'organitzen en un bloc econòmic, o una associació de comerç formal, com la Unió Europea ha fet. No obstant això, hi ha forts indicis que els "quatre països BRIC han estat tractant de formar un "club polític" o "aliança", i així convertir "el seu poder econòmic cada vegada més gran, en influència en la geopolítica". El 16 de juny de 2009, els líders dels països BRIC, van celebrar la seva primera cimera a Iekaterinburg, i va fer una crida per a l'establiment d'un ordre mundial multipolar.
El 2011, amb l'admissió de Sud-àfrica al grup, el nom es va canviar a BRICS.